# かもめ町
かもめ町（かもめちょう）は、神奈川県横浜市中区の町名。「丁目」の設定のない単独町名である。住居表示未実施区域。面積は0.267 km2。人口は0人である。

## 地理
中区の南東部に位置し、北に錦町、南に豊浦町、西に本牧元町と接している。全域が工業専用地域である。

## 歴史
- 1969年（昭和44年）7月1日 - 豊浦町の一部を編入と埋め立ての編入により、横浜市中区かもめ町を新設[6]。

## 事業所
2021年現在の経済センサス調査による事業所数と従業員数は以下の通りである。
| 町丁     | 事業所数  | 従業員数 |
| -------- | --------- | -------- |
| かもめ町 | 104事業所 | 2,048人  |

### 事業者数の変遷
経済センサスによる事業所数の推移。
| 年                 | 事業者数 |
| ------------------ | -------- |
| 2016年（平成28年） | 101      |
| 2021年（令和3年）  | 104      |

### 従業員数の変遷
経済センサスによる従業員数の推移。
| 年                 | 従業員数 |
| ------------------ | -------- |
| 2016年（平成28年） | 1,998    |
| 2021年（令和3年）  | 2,048    |

## 施設・企業
- いすゞ自動車首都圏 本牧工場[9]

## その他

### 日本郵便
- 郵便番号：231-0813[3]（集配局：横浜港郵便局[10]）

### 警察
町内の警察の管轄区域は以下の通りである。
| 番・番地等 | 警察署     | 交番・駐在所 |
| ---------- | ---------- | ------------ |
| 全域       | 山手警察署 | 本牧ふ頭交番 |